# Parti justicialiste
Le Parti justicialiste (Partido Justicialista, abrégé en PJ) est un parti politique argentin fondé en 1946 par le général Juan Domingo Perón, qui est considéré à ce titre comme le parti officiel du péronisme, bien que d'autres organisations aient pu se revendiquer, au cours de l'histoire, de cette appellation (notamment le Parti péroniste authentique). Il est membre de l'Organisation démocrate-chrétienne d'Amérique, de la COPPPAL et membre observateur de l'Union des partis latino-américains. C'est le parti de Cristina Fernández de Kirchner, présidente de la République argentine de 2007 à 2015.

## Mouvement national justicialiste (1955-1966)
La dictature catholique-nationaliste du général Aramburu, qui remplaça par une révolution de palais le général Eduardo Lonardi trois mois après le coup d'État de 1955, dit de la Révolution libératrice, dissout le Parti justicialiste par le décret no 3855/55, puis, le 5 mars 1956, interdit toute « affirmation idéologique ou propagande péroniste », prohibant jusqu'au nom même de Perón (décret-loi n°4161 (es)). La brève tentative « néo-péroniste » de Lonardi, visant à intégrer le péronisme au régime en donnant des gages à la classe ouvrière, pour mieux couper l'herbe sous le pied du général et l'exclure définitivement de la scène politique, était ainsi désavouée par les secteurs les plus conservateurs appuyant Aramburu, qui refusèrent toute concession au mouvement ouvrier.
L'exclusion du péronisme et la dissolution du Parti ne suffit toutefois pas à éradiquer le mouvement péroniste, qui non seulement perdura de 1955 à 1972, mais parvint même à gagner de nouvelles voix et à renouveler ses adhérents et ses cadres, suivant en cela la politique du « transvasement générationnel », permettant à Perón, devenu, avec Evita, un véritable mythe, d'accéder une troisième fois à la présidence en étant massivement élu en septembre 1973.
La « Résistance péroniste » se met ainsi en place dès 1956, avec le soulèvement du général Juan José Valle en 1956, violemment réprimé (es), puis la création de la Jeunesse péroniste en 1957. La structure partidaire du péronisme laissait toutefois la place au mouvement syndical, progressivement devenu hégémonique. Dans les années 1950, le mouvement ouvrier péroniste se divisa principalement entre une tendance légaliste, représentée par la CGT d'Augusto Vandor, et une tendance dite de la « Résistance péroniste ».
Au cours des années 1950, John William Cooke, bras droit de Perón, décide d'aller avec le courant et d'utiliser cette opportunité légale « en tant que moyen ». La nouvelle tactique combine ainsi légalité et violence, avec un « horizon insurrectionnel » et, comme but, le retour de Perón.
Progressivement, la majorité du péronisme syndical, en particulier dans les grandes organisations, se concentra sur les objectifs de lutte économique - le climat de la dictature étant particulièrement défavorable aux intérêts des travailleurs - quitte à perdre de vue les objectifs politiques (i.e. le retour de Perón). La ligne participationniste de Vandor, qui lance le slogan d'un « péronisme sans Perón », disputant ainsi la direction du Mouvement au général lui-même, devient majoritaire au sein du mouvement ouvrier dans les années 1960.
Privé de parti, le « Mouvement national justicialiste » n'en continua pas moins à exister tant bien que mal, avec à sa tête le Conseil supérieur du Mouvement, organe de direction créé en août 1958 et répondant directement à Perón. Le mouvement tenta plus ou moins de se structurer en parti, malgré l'interdiction d'utiliser le sigle justicialiste ou le terme de péronisme, lors des élections législatives de 1962, qui aboutirent à une victoire électorale de l'Union populaire (es), cryptopéroniste et dirigé par Juan Atilio Bramuglia. À la suite de cette victoire, qui voit notamment l'élection du péroniste Andrés Framini en tant que gouverneur de la province de Buenos Aires, un putsch militaire renversa dix jours plus tard le président radical Arturo Frondizi, lui-même élu en 1958 grâce aux voix péronistes, et annula les élections. Une nouvelle tentative de structuration partidaire du péronisme eut lieu pour les élections législatives de 1965, tenues à nouveau sous la bannière de l'Union populaire crypto-péroniste, qui remporta 1/3 des voix.

## Échec de la dictature d'Onganía (1966-1972)
Cependant, l'année suivante, le troisième coup d'État militaire argentin, auto-proclamé de la « Révolution argentine » (1966), porta au pouvoir une dictature militaire, dirigée par le général Juan Carlos Onganía, qui décida de dissoudre toute vie politique et visait à l'élimination complète du système des partis.

### Jorge Paladino, délégué personnel (1968-1971)

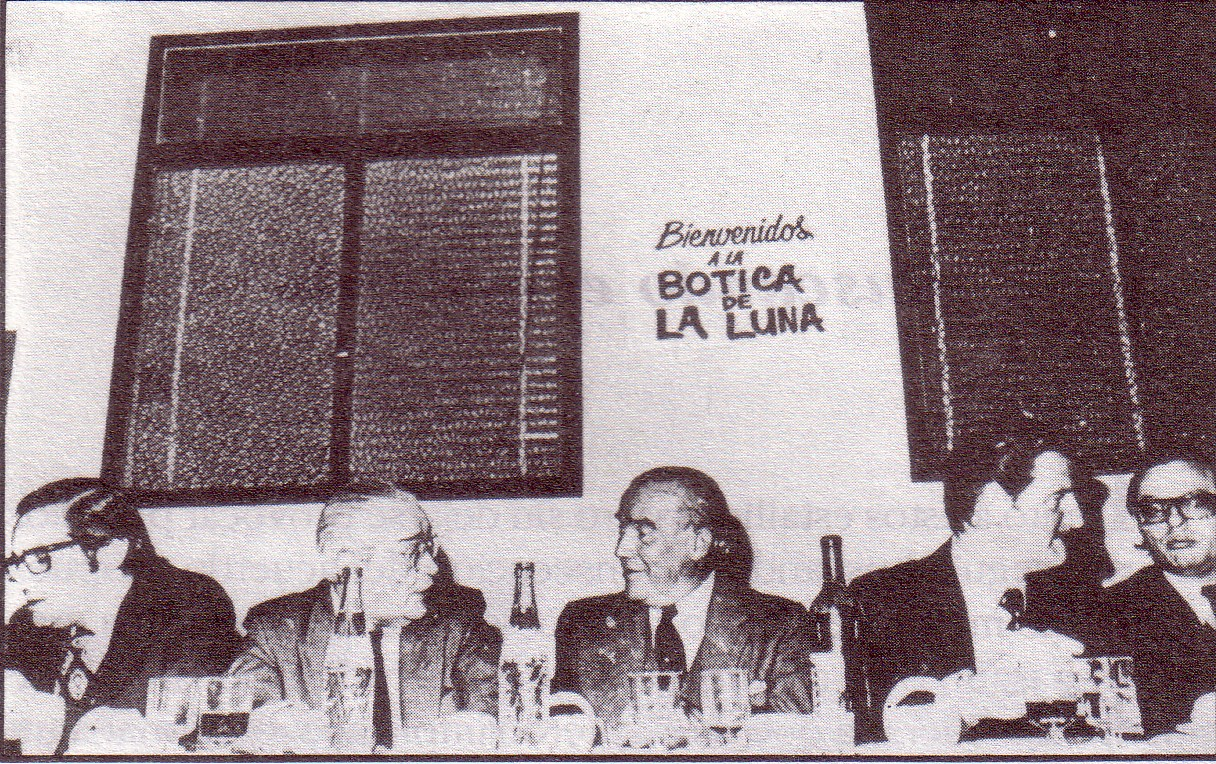
Ricardo Balbín, Horacio Thedy (colistier du général Aramburu aux élections de 1963), Jorge Daniel Paladino, délégué de Juan Perón, en 1971, au moment où se négocie la '.

Le général Perón désigna alors, en 1968, Jorge Daniel Paladino comme secrétaire général du Mouvement, qui devint, l'année suivante, son délégué personnel, transmettant ses ordres depuis Madrid.
Parallèlement, les organisations de la Jeunesse péroniste (JP) et des « formations spéciales » du péronisme, c'est-à-dire les groupes armés formés pour lutter contre la junte militaire, après avoir effectué le constat selon lequel grèves et manifestations ne suffisaient plus à faire plier celle-ci, prirent une influence croissante, aux côtés du syndicalisme péroniste. Celles-ci incluaient par exemple le Mouvement révolutionnaire péroniste de Gustavo Rearte, fondateur de la JP en 1957, les Forces armées péronistes (FAP), les Forces armées révolutionnaires (FAR) ou les Montoneros. Par ailleurs, le courant syndical péroniste se divise, avec la création de la CGTA de Raimundo Ongaro et d'Agustín Tosco (es), hostile aux négociations avec les militaires (gorilas (es)), et qui participa notamment au Cordobazo (1969), premier de nombreux soulèvements qui marquent l'échec de la dictature.
Un nouveau Conseil supérieur du Mouvement national justicialiste (MNJ) fut nommé en octobre 1970, reflétant le désir du général exilé d'entamer des négociations avec la junte militaire affaiblie par son incapacité à faire face à la situation économique et sociale. Celui-ci était composé de Perón lui-même et de sa troisième femme, Isabel Martínez de Perón, au Comando estratégico; de Jorge Paladino, délégué personnel et secrétaire général du MNJ; de Roberto Ares (es), Adolfo Cavalli, Eloy Camus (es), Remo Costanzo (es), Juana Larrauri, Luis Patti (es), Fernando Riera et Julio Romero, en tant que secrétaires du Conseil.
Paladino était le principal canal de discussion entre Perón et le général Lanusse, au pouvoir à partir de 1971, en particulier lors des négociations concernant le Grand Accord National par lequel Lanusse et son ministre de l'Intérieur, le radical Arturo Mor Roig (es), essayaient de se concilier Perón et d'engager une transition démocratique. Entamées par la mission du colonel Francisco Cornicelli, nommé de façon secrète par Lanusse pour amorcer les négociations avec Perón en avril 1971, celles-ci se poursuivirent avec la nomination du brigadier Jorge Rojas Silveyra (es), antipéroniste notoire, en tant qu'ambassadeur en Espagne. La junte proposa alors de réhabiliter le général, tout en souhaitant trouver un candidat non membre d'un parti pour réunir les suffrages d'une élection à venir - éventuellement Lanusse lui-même (ce projet échoua). C'est ainsi le brigadier Rojas Silveyra qui rendit le corps d'Eva Perón, enterré clandestinement en Italie avec l'assistance du Vatican, au général Perón.
Dans le même temps, la loi organique sur les partis politiques du 1er juillet 1971 organisait les règles internes des partis, prévoyant une période de transition d'une année, durant laquelle serait élus les représentants des partis, processus qui aboutirait à la légalisation, sous condition, de ces partis. En septembre 1971, Lanusse annonça des élections générales pour mars 1972, sans préciser si Perón lui-même pourrait se porter candidat. Paladino créé ainsi les Juntas Promotoras de Reorganización Partidarias, aspirant à être les courroies de transmission entre la direction du Mouvement et les comités de base du péronisme.
Bien que délégué personnel de Perón, Paladino était cependant contesté tant par la gauche péroniste (la JP) que par le mouvement syndical péroniste (Lorenzo Miguel (es) et José Ignacio Rucci), qui lui reprochaient son excessive docilité vis-à-vis de Lanusse, disant qu'il semblait souvent être davantage le représentant de Lanusse lui-même que de Perón. Ne sachant s'il pourrait se présenter candidat, ce dernier décida d'appeler la CGT à faire grève générale, le 29 septembre 1971, afin de mettre la pression sur la junte et aussi d'embarrasser Paladino et les secteurs péronistes mettant une confiance excessive dans le « Grand accord national ».

### Héctor Cámpora, délégué personnel (1971-1973)
Perón durcit progressivement ses conditions fin 1971, jusqu'à remplacer en novembre Paladino par Héctor José Cámpora, dentiste de profession, venant du conservatisme mais ayant une longue expérience de militantisme dans le péronisme et dont la principale qualité politique était la loyauté inconditionnelle vis-à-vis du caudillo. De plus, en nominant un péroniste de gauche (ses deux fils militaient dans la JP et étaient proches des Montoneros, tandis que deux de ses amis, Esteban Righi — futur ministre de l'Intérieur de Cámpora puis procureur général de Néstor Kirchner — et Jorge Vásquez, étaient aussi péronistes de gauche), Perón faisait pencher la balance vers les secteurs les plus intransigeants envers la dictature. Dans le même temps, il encourageait les Montoneros à plus de violence. Avec Cámpora, le processus de « normalisation du Parti » aboutit à son terme, en même temps que les violences intestines s'exacerbent, et ce dès le 8 novembre 1971, avec la fusillade de la rue Chile: le « groupe Cóndor », dirigé par Alejandro Giovenco, occupa alors le QG du Conseil supérieur, afin de protéger un groupe de femmes exigeant la démission de Juana Larrauri et défendant Paladino. Un autre groupe péroniste, dirigé par Brito Lima (es) et Norma Kennedy (es), appuyant la nomination de Cámpora, reprit le QG par la force, l'affrontement se soldant par la mort d'un militant du Comando de Organización (CdO, extrême-droite péroniste).
En même temps que Cámpora devenait le nouveau délégué personnel de Perón, et dirigeant du dit Comando Táctico du Mouvement, le Conseil supérieur justicialiste fut complètement rénové le 27 novembre 1971, le général y nommant Rodolfo Galimberti (es), cofondateur de la Juventud Argentina para la Emancipación Nacional (JAEN), qui travaillait étroitement avec les Montoneros. Galimberti et Francesco Licastro devinrent ainsi les représentants officiels de la Jeunesse péroniste, mouvement de masse qui obtenait ainsi sa consécration officielle en tant que « quatrième branche » du péronisme, aux côtés des syndicats ouvriers et des politiques, au sein du péronisme. Par cette nomination, le général appuyait les « formations spéciales » du péronisme (FAP, FAR, Montoneros, groupe auquel Galimberti adhéra par la suite, etc). Selon son habitude, Perón équilibra cependant cette nomination en faisant aussi entrer au Conseil supérieur des membres de la droite péroniste. Jorge Gianola devenait le nouveau secrétaire général; Eloy Camus, Adolfo Cavalli, Luis Ratti et Juana Larrauri demeurant en place, tandis qu'entraient aussi Héctor Sáinz. Plus tard, Jorge Osinde, José Ignacio Rucci, Miguel Lorenzo (es) et Alejandro Díaz Bialet (président du Sénat de mai à juillet 1973) furent aussi nommés secrétaires. Les derniers partisans de Paladino furent expulsés du Conseil en janvier 1972, Héctor Farmache et Ema Tacta de Romero faisant leur entrée.
L'année 1972 fut ainsi consacrée à la « normalisation du Parti justicialiste », légalisé fin janvier 1972, c'est-à-dire à sa reconstruction en tant que force politique organisée, « cohérente », apte à jouer un rôle important sur la scène argentine, notamment en tissant des alliances avec d'autres partis, processus qui avait commencé dès 1970 avec la Hora del Pueblo (es), dirigé du côté péroniste par Paladino et Benito Llambí et du côté radical par Ricardo Balbín. Le Congrès national du Parti justicialiste se tint le 25 juin 1972, Cámpora répartissant alors, conformément aux ordres de Madrid, la direction du mouvement entre les différentes branches (syndicale, politique, féminine, jeunesse). La branche syndicale ambitionnait alors à l'obtention du secrétariat général, et s'opposait à la gauche (JP) dont elle contestait sa sur-représentation supposée. Le Conseil national du PJ fut ainsi formé : Perón, à la présidence; Isabel Martínez de Perón, première vice-présidente; Héctor Cámpora, second vice-président; Horacio Farmache, secrétaire général; Oscar Bidegain, Santiago Díaz Ortíz et Celestino Marini, secrétaires de la branche politique; Esther Fadul de Sobrino (es), Nedila de Miguel et Norma Kennedy (es), pour la branche féminine; et Ernesto Jauretche, Leandro Maisonave et Jorge Llampart pour la Jeunesse. Trois postes demeuraient libre en attente des nominations syndicales. La période suivante fut marquée par l'affrontement entre la branche syndicale d'un côté, et la branche politique et juvénile de l'autre.
Le 7 juillet 1972, Lanusse, qui avait fait face au jeu péroniste en réprimant violemment les guérillas, tout en accordant des augmentations de salaire, annonça subitement que Perón pourrait se porter candidat, mais seulement s'il rentrait en Argentine avant le mois d'août (« clause du mois d'août »). Le caudillo déclara qu'il ne se laisserait pas dicter les conditions, tandis que le Mouvement lança une campagne Luche y Vuelve (« Luttez et revenez ! »). C'est à ce moment que Juan Abal Medina, le frère du Montonero abattu en 1970 par la police après avoir participé à la séquestration du général Aramburu, entra au secrétariat du Conseil national du PJ, avant d'en devenir, à 26 ans, le secrétaire général (1971-1972). Certains auteurs ont considéré qu'il s'agissait là d'un gage donné à la gauche péroniste, en raison de ses origines familiales. Toutefois, disciple du nationaliste Marcelo Sanchez Sorondo, Juan Abal Medina était non seulement ami de Rucci et de Lorenzo (droite péroniste), mais était aussi étroitement lié aux militaires nationalistes qui avait organisé la tentative de coup d'État d'Azul et d'Olavarría du 8 octobre 1971,: par là, Perón tentait aussi de se concilier certains secteurs de l'armée (plusieurs décennies plus tard, Juan Abal Medina s'auto-qualifiait, rétrospectivement, d' « à moitié facho »).
À la surprise de Lanusse, Perón rentra le 17 novembre 1972, en compagnie d'Isabel et de José López Rega, les trois devenant à ce moment le triumvirat dirigeant du Mouvement péroniste. Le Frente Justicialista de Liberación (es) (Frente Justicialista de Liberación Nacional), une coalition électorale, fut formé le 12 décembre 1972, et le général quitta quelques jours après l'Argentine, rencontrant en Uruguay le dictateur Alfredo Stroessner, et laissant une enveloppe, dans laquelle il annonçait que sa propre candidature serait reçue comme une provocation de trop par les militaires, et nommant, à sa place, Héctor José Cámpora, avec comme colistier Vicente Solano Lima. Malgré la réticence de la branche syndicale dirigée par Rucci, cette candidature fut acceptée, à la suite du ralliement surprenant de Lorenzo Miguel, par le Congrès du PJ le 15 décembre 1972.

## Parti justicialiste de 1972 à 1983
Interdit après le coup d'État militaire et catholique-nationaliste de 1955 (la dite « Révolution libératrice »), il fut autorisé à nouveau en 1972. Le Parti péroniste féminin, qui avait constitué durant les années 1950 un parti exclusivement féminin, dirigé par Eva Perón, et auquel était réservé 1/3 des sièges gagnés par le mouvement péroniste, ne fut pas reconstitué à cette date — mais la règle d'1/3 des sièges aux femmes gagnée par les péronistes fut conservée.

### Élections de mars 1973
Le Parti remporte haut la main les élections de 1973, portant Héctor José Cámpora (péroniste de gauche) à la présidence. Toutefois, la normalisation du Parti ne s'est pas faite sans difficultés: de nombreux conflits internes ont eu lieu, notamment entre la branche syndicale et la branche juvénile et politique. À Chivilcoy (province de Buenos Aires), par exemple, les conflits vont si loin que le syndicaliste de l'UOM (es), Luis Bianculli, ancien chauffeur de Rucci, est assassiné par la JP. Perón et son délégué personnel Cámpora eux-mêmes n'ont laissé, selon l'historien Juan Ladeuix, que peu de place aux syndicalistes, ne leur laissant que certains postes de vice-gouverneurs dans certaines provinces. Toutefois, le sociologue Alain Rouquié signalait dès 1974 que 46 des 145 députés nationaux et 8 des 37 gouverneurs ou vice-gouverneurs élus du FreJuLi étaient syndicalistes. Parfois confronté à plusieurs listes concurrentes, le PJ a pu décider, en certains cas, d'appeler à voter blanc plutôt que d'arbitrer entre ces conflits. En outre, Cámpora n'inclut qu'un seul syndicaliste parmi les huit porte-feuilles ministériels.

### Démission de Cámpora et élections de septembre 1973
Mais celui-ci démissionne peu de temps après le massacre d'Ezeiza, qui marque en juin le retour de Perón et au cours duquel des snipers de l'extrême-droite péroniste tire sur la foule, essentiellement composée de membres de la Jeunesse péroniste (JP). Il est remplacé en juillet 1973 par le président par intérim Raúl Alberto Lastiri, péroniste et beau-fils du ministre José López Rega, puis, après les élections de septembre, par Juan Perón lui-même.
L'aile droite du Parti l'emporte alors nettement sur la « Tendance révolutionnaire » du mouvement, incarnée par la JP. Après la mort du général, le 1er juillet 1974, sa femme, Isabel, assume le pouvoir, avec à ses côtés l'éminence grise José López Rega, qui finance par son ministère la Triple A, un escadron de la mort qui décime les structures du péronisme de gauche en organisant attentat sur attentat. Des dissidents, dont des gouverneurs péronistes, fondent alors le Parti péroniste authentique, tandis que les Montoneros plongent dans la clandestinité totale. La « guerre sale », déjà entamée, débouche bientôt sur le coup d'État de mars 1976, qui installe à nouveau une junte au pouvoir, laquelle systématise la politique d'extermination de l'opposition politique et sociale.

## Du retour de la démocratie à Menem
Après la guerre des Malouines qui précipite la chute de la dictature et les élections de 1983, remportées haut la main par l'Union civique radicale (UCR), Raúl Alfonsín défaisant le candidat présidentiel justicialiste, Ítalo Luder, le Parti justicialiste se réorganisa, éloignant en particulier certains péronistes de droite, tels que Herminio Iglesias (es), candidat à la gouvernance de Buenos Aires en 1983, qui avait brûlé à la fin de la campagne de 1983 un cimetière recouvert d'un drapeau de l'UCR, suscitant l'indignation publique, ou encore Vicente Saadi (es). Toutefois, Isabel Martínez de Perón restait en principe la dirigeante du mouvement, tandis que le syndicaliste de l'UOM, Lorenzo Miguel (es), conservait le pouvoir de fait.
Le courant « réformateur » se manifesta lors du Congrès au Teatro Odeón du 15 décembre 1984. Il était dirigé par Carlos Grosso (es), José Manuel de la Sota, Carlos Ruckauf (es), José Luis Manzano (es), José Octavio Bordón (es), Carlos Menem et Antonio Cafiero, qui devient gouverneur de Buenos Aires en décembre 1987 et président du Conseil national du justicialisme. Mais l'année suivante, Cafiero et son colistier de la Sota perdirent les primaires face à Menem et Eduardo Duhalde, qui devinrent les candidats officiels du PJ pour l'élection présidentielle, remportées par ces derniers.
Selon plusieurs critiques, les réformateurs, en particulier après la défaite de Cafiero, profitèrent du peu de participation de la base pour mettre en avant un programme néolibéral qui tendait, sinon à achever, du moins à vider de tout contenu réel - pour autant que celui-ci en ait eu un, de contenu univoque - le péronisme. Plusieurs anciens membres de l'Organización Única del Trasvasamiento Generacional (OUTG) participent à ce courant réformateur (José Manuel de la Sota, gouverneur de Cordoba de 1999 à 2007, etc.). Le tournant néolibéral, sans parler de la corruption de Menem, élu président de la République en 1989 et réélu après une réforme de la Constitution, en 1994, à la suite du pacte de l'Olivo avec l'UCR, conduit à plusieurs scissions, dont la création, en 1993, du Partido de la Solidaridad, influencé par l'expérience polonaise de Solidarność et très proche du catholicisme.
Dans les années 1990 et 2000, y compris après la crise de 1998-2001 et le cacerolazo, plusieurs tentatives furent faites pour recréer la Jeunesse péroniste, mais aucune ne parvint à regrouper l'ensemble des organisations de jeunesse péronistes, toutes se limitant à suivre un courant ou un autre du Parti justicialiste.

## Présidence des Kirchner (2003-2015)
Sous Néstor Kirchner, un ex-militant de la JP élu président de l'Argentine en avril 2003 sur le ticket de la coalition du Front pour la victoire, le PJ amorça un processus de modernisation, impliquant tout à la fois un virage vers le centre-gauche, afin de se constituer en bloc d'opposition par rapport à un centre-droit - conduisant à plusieurs scissions, ménémistes, etc. - et une démocratisation interne du parti (instauration de processus électoraux, etc.), acceptée par de hauts responsables tels l'ex-sénateur Antonio Cafiero (bien que ce dernier refuse d'imiter un parti espagnol, que ce soit le PSOE, proposé par Kirchner, ou le Parti populaire). Ainsi, il envoya en 2004 sa femme, Cristina, essayer de négocier une nouvelle direction du parti au Congrès de 2004, à Parque Norte. Ce fut un échec, en particulier après des tensions entre Cristina Kirchner et Hilda Duhalde (es), la femme d'Eduardo Duhalde, lui-même prédécesseur de Kirchner à la présidence argentine. Le duhaldisme, qui avait soutenu le Front pour la victoire, s'éloigna de celui-ci pour former un secteur dissident du Parti justicialiste, ancré à droite, tandis qu'un autre secteur, mené par les frères Alberto et Adolfo Rodríguez Saá (celui-là étant gouverneur de la province de San Luis, et celui-ci ex-président éphémère lors de la crise de 2001), Ramón Puerta (ex-gouverneur de Misiones) et l'ex-président de la République Carlos Menem, fonda le Frente Justicia, Unión y Libertad (FREJULI), qui réunit des péronistes dissidents, opposés au kirchnérisme et prétendant incarner l'orthodoxie et se situant à droite.
En 2008, Néstor Kirchner, qui laissa la place après l'élection présidentielle d'octobre 2007 à sa femme Cristina (également élue sur le ticket du Front pour la victoire) devint président du Parti, et y créa le Secrétariat à la Jeunesse, dont la création avait été plusieurs fois proposée et repoussée. Celui-ci est dirigé par Juan Cabandié, un militant né dans les locaux de l'ESMA (école militaire), ayant été l'un des bébés enlevés de la dictature, qui ne connut ses parents réels, des militants assassinés, qu'à l'âge de 26 ans.
Après le faible score du Front pour la victoire aux élections générales de juin 2009, Néstor Kirchner proposa sa démission de la présidence du Parti, et fut remplacé par le vice-président du parti, Daniel Scioli. Cependant, le Conseil national justicialiste rejeta, avec l'appui de Scioli, cette démission le 10 novembre 2009, et Kirchner prit donc à nouveau la tête du parti,. L'ex-président Eduardo Duhalde annonça par ailleurs sa décision de se présenter aux primaires pour l'élection présidentielle de 2011, s'affirmant comme candidat d'une droite dure, prônant l'arrêt des poursuites contre les militaires impliqués dans la « guerre sale ». En mai 2014, Eduardo Fellner a été officiellement nommé président du parti justicialiste.